# Обикновена киселка
Обикновената киселка, известна също като гладка киселка и гладка кладница (Paxillus involutus), е вид отровна базидиева гъба от семейство Paxillaceae.

## Описание
Шапката достига до 20 cm в диаметър, на цвят е бежова, понякога с маслинен оттенък, като по-късно често потъмнява до ръждивокафява или светлокафява. В средата е леко вдлъбната, а във влажно време е лепкава, към ръба по-суха. Пънчето е цилиндрично или стеснено към основата, на цвят е като шапката или по-светло, променящо се към кафяво при натиск. Месото е охрено на цвят, бавно потъмняващо при излагане на въздух. То е кисело и отровно. Отровата е предизвиква имунна реакция, наричана паксилоиден синдром, характеризиращ се с повръщане, диария, крампи, болки в стомаха, болки в гърба и остра анемия. Симптомите обикновено настъпват няколко часа след консумация. Отравянията с тази гъба често са с фатален изход, като все още не е открита противоотрова.

## Местообитание
Среща се през юни – ноември върху почва в широколистни, смесени и иглолистни гори. Развива се в микориза с различни широколистни и иглолистни дървета и храсти.